# 1676
1676 (MDCLXXVI) je bilo prestopno leto, ki se je po gregorijanskem koledarju začelo na sredo, po 10 dni počasnejšem julijanskem koledarju pa na soboto.

## Dogodki
- 1. januar

## Rojstva
- 23. april - Friderik I., švedski kralj († 1751)
- 21. junij - Anthony Collins, angleški filozof († 1729)

## Smrti
- 17. september - Sabataj Zevi, turški judovski rabin, kabalist, kontroverzni mesija (* 1626)